# 多以良村
多以良村（たいらむら）は、長崎県の西彼杵半島にあった村。西彼杵郡に属した。1955年（昭和30年）に南側に位置する瀬戸町、雪浦村および島嶼部の松島村と合併し、大瀬戸町となった。
現在の西海市大瀬戸町の北部、多以良地区にあたる。

## 地理
西彼杵半島の西部に位置し、西の海岸線を角力灘（五島灘）に接する。
- 山：ゲキト岳、ヌク山、城ノ尾岳、高帆山、火受岳（ヒウ山）
- 島嶼：和布島、姥島、二ツ小島、出口小島
- 河川：多以良川
- 溜池：池ノ尾堤、城ノ尾堤、長谷堤

## 歴史

### 沿革
古くは当地を「平村」と称していたが、江戸時代末期の文政年間までに村名を「多以良村」に改めたとされる。
- 1889年（明治22年）4月1日 - 町村制施行により、西彼杵郡多以良村が単独村制にて発足。
- 1955年（昭和30年）2月11日 - 西彼杵郡瀬戸町、松島村、雪浦村と合併して大瀬戸町が発足し、多以良村は自治体として消滅。

### 主な出来事
- 1944年（昭和18年）3月20日 - 沖合で龍の浦丸が沈没。乗客ら60人余が死亡[3]。

## 地名
郷を行政区域とする。多以良村は1889年の町村制施行時に単独で自治体として発足したため、大字は無し。
- 内郷（うち）
- 外郷（そと）